# كريس موريس (كرة سلة)
كريس موريس (بالإنجليزية: Chris Morris)‏ مواليد 20 يناير 1966 في أتلانتا، هو لاعب كرة سلة أمريكي سابق. بدأ مسيرته الاحترافية في سنة 1988. تم اختياره من قبل فريق بروكلين نتس خلال الدرافت. يبلغ طوله 6 قدم 8 بوصة (2.0 م). اعتزل اللعب في 2004. أحرز خلال مسيرته في الإن بي إيه 8184 نقطة بمعدل 11.0 نقطة في المباراة الواحدة.

## المسيرة الاحترافية
لعب مع بروكلين نتس من سنة 1988 إلى 1995، ثم لعب مع يوتا جاز من سنة 1995 إلى 1998، ثم لعب مع فينيكس صنز في موسم 1998–1999.

## روابط خارجية
- كريس موريس على موقع إن بي أي (الإنجليزية)
- كريس موريس على موقع سبورتس رفرنس (الإنجليزية)
- كريس موريس على موقع كرة السلة الأوروبية.كوم (الإنجليزية)
- كريس موريس على موقع كلية كرة السلة في سبورتس رفرنس.كوم (الإنجليزية)
- كريس موريس على موقع ريلجم (الإنجليزية)
- كريس موريس على موقع بروبوليرز (الإنجليزية)